# Folles
Folles este o comună în departamentul Haute-Vienne din centrul Franței. În 2009 avea o populație de 538 de locuitori.

## Evoluția populației
| An        | 1975 | 1982 | 1990 | 1999 | 2006 | 2009 |
| --------- | ---- | ---- | ---- | ---- | ---- | ---- |
| Populație | 750  | 685  | 593  | 508  | 531  | 538  |